# البشير التركي
البشير التركي (21 مارس 1931 - 13 أغسطس 2009) عالم ذرة تونسي حصل على الدكتوراه في الفيزياء النووية سنة 1959 من الكولاج دي فرانس في فرنسا وترأس اجتماع المؤتمر العام للوكالة الدولية للطاقة الذرية سنة 1969.

## نسبه
هو البشير بن محمد بن مصطفى بن الحاج علي بن مصطفى التركي العجمي، ولد بالمهدية بتونس في 21 مارس 1931 وتوفي بها يوم 14 أغسطس 2009.

## دراسته
درس بالمدرسة الصادقية بتونس العاصمة وأحرز على شهادتها عام 1949 وعلى شهادة الباكالوريا عام 1950. انتقل بعد ذلك إلى فرنسا حيث أحرز على إجازتين في الرياضيات والفيزياء من جامعة تولوز عام 1954 وعلى شهادة مهندس من المدرسة القومية للمهندسين بتولوز عام 1956 وعلى الدكتوراه في العلوم (فيزياء نووية) بجامعة باريس عام 1959.
- 1956 - 1959 منصب المساعد لرئيس المؤسسة الفرنسية للطاقة الذرية.
- عمل في المعهد القومي للبحوث النووية في صاكلي بفرنسا.
- عمل في المركز الأوروبي للبحوث النووية في جنيف .
- 1961 -1962 الوكالة الدولية للطاقة الذرية بفيينا - النمسا.
- رئيس المركز تطبيق النظائر المشعة للدول العربية في الدقي بالقاهرة.
- 1966 نائبا لرئيس مجلس المحافظين بالوكالة الدولية للطاقة الذرية

## إسهاماته العلمية
ساهم في عام 1960 في تأسيس مجلة التجديد وقد تولى أمانة مالها. وشارك في تلك السنة أيضا في تأسيس الجامعة التونسية غير أنه سرعان ما فُصل من عمله دون سبب ظاهر،
فاتجه إلى النمسا حيث التحق بالوكالة الدولية للطاقة الذرية.
بعد سنتين من رحيله من تونس طلب منه العودة فأسس مؤسسة الطاقة الذرية ومركز تونس قرطاج للبحوث الذرية، وفي عام 1963 ترأس المركز العربي لتطبيق النظائر المشعة في القاهرة وساهم في تأسيس مركز ترياست للفيزياء النظرية بإيطاليا.
في عام 1966 عُين رئيسا لمجلس المحافظين في الوكالة الدولية للطاقة الذرية. وفي عام 1968 أُسندت إليه رئاسة المؤتمر العالمي بمدريد لإصلاح الماء بالطاقة الذرية.
وتُـوّج مساره عام 1969 بانتخابه رئيسًا للوكالة الدولية للطاقة الذرية بالنمسا بتقديم من قبل دول عدم الانحياز ورغم معارضة الحكومة التونسية.
في عام 1973 عُين رئيسا مديرا عاما للمؤسسة الليبية للطاقة الذرية ومؤسس مركز تاجورة للبحوث النووية. في عام 1975 أسس مخبر الفيزياء لكلية الطب بتونس. وفي عام 1976 أسس مخبريْ الطاقة النووية والطاقة الشمسية في جامعة عنابة بالجزائر. شارك في نفس العام في إنشاء الدكتوراه في الطاقة في جامعة قسنطينة بالجزائر.

## مؤلفاته
نشر حوالي 100 دراسة علمية وكتاب علمي وحوالي 100 عدد من المجلة العلمية «العلم والإيمان»، وشارك في عدة مؤتمرات علمية وإسلامية .
ألف كتاب الجهاد لتحرير البلاد وتشريف العباد في سنة 2001 م.

## محاولات لاغتياله
تعرض لمحاولات اغتيال عديدة من طرف من وصفهم بـ«الصهاينة»، منها واحدة بالمغرب سنة 1979، وثانية بفرنسا سنة 1981، وثالثة بالسنغال سنة 1991.
أما في تونس فقد تعرض إلى محاولات عدة.